# Triumfetta speciosa
Triumfetta speciosa là một loài thực vật có hoa trong họ Cẩm quỳ. Loài này được Seem. miêu tả khoa học đầu tiên năm 1853.